# Perfect Hair Forever
Perfect Hair Forever es una serie animada de televisión creada por Mike Lazzo, Matt Harrigan y Matt Maiellaro para el bloque de programación Adult Swim en Cartoon Network.
Creada como spin-off de Fantasma del Espacio de costa a costa y como continuo del especial Anime Talk Show, la serie se emitió por primera vez en los Estados Unidos en Adult Swim a partir del 7 de noviembre de 2004 al 25 de diciembre de 2005, finalizando con una sola temporada que consta de 6 episodios.

## Premisa
La serie se refiere a un joven llamado Gerald quien está en una búsqueda para encontrar el pelo perfecto para remediar su calvicie prematura. A él se unen en su deambular por una serie de extraños compañeros. Gerald se opone por el mal Coiffio y sus subordinados, por razones que no se indican en la serie.
Perfect Hair siempre emplea un curso serie de formato, un estilo que había sido raro anteriores proyectos Williams Street, debido a su falta de énfasis en la continuidad . Cada episodio de la serie contó con diferente secuencia de apertura música y visuales. El estilo y la música de los créditos finales también variaron de episodio en episodio.
Después de los primeros seis episodios, miembros del pelo perfecto para siempre equipo creativo publicarán en el tablón oficial de mensaje de Adult Swim que no estaban interesados en continuar el programa para una segunda temporada, y en el panel de Adult Swim en la Comic-Con 2006, la cancelación de la serie fue anunciado.
Fantasma del espacio aparece en todos los episodios, ya sea como un personaje con un papel real, o en el fondo.
En octubre de 2006, confirmó que Adultswim.com pelo perfecto siempre estaba de vuelta en la producción con 16 episodios que se emitirá en su red en línea "The Fix". Sin embargo, parece que fue incorrecto, ya que después de siete episodio salió al aire, no se continuó la serie.
Episodio 7 se emitió 1 de abril de 2007 como parte de la broma del Día de los Inocentes anual de Adult Swim. También está disponible en Adult Swim de "The Fix" sitio web. En 2007, la banda de noise rock japonesa Melt-Banana grabó la canción "Hair-Cat (Porque el lobo es un gato!)" Para el pelo perfecto para siempre .

## Personajes
- Gerald Bald Z
- Uncle Grandfather
- Brenda
- Action Hotdog
- Norman Douglas
- Terry/Twisty
- Coiffio
- Catman
- Young Man
- Sherman
- Rod: the Anime God
- Fantasma del Espacio

## Episodios
| Temporada | Episodios | Fecha de emisión |
| --------- | --------- | ---------------- |
| 1         | 6         | 2004-2005        |
| 2         | 1         | 2007             |
| 3         | 2         | 2014             |